# Biserica de lemn din Posta-Săpâia

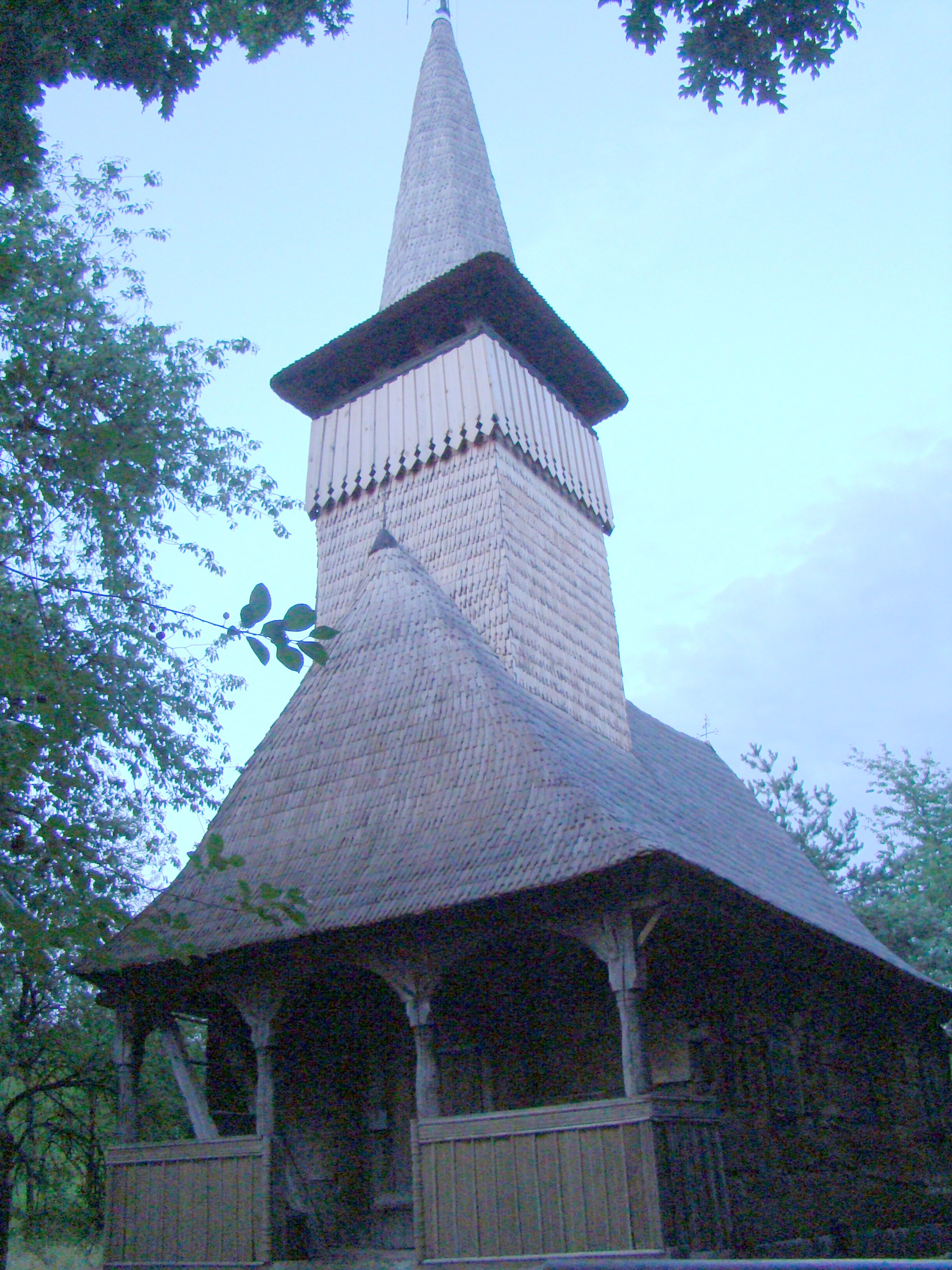
Biserica de lemn „Sfinții Arhangheli” din Posta-Săpâia, judeţul Maramureş, foto: iunie 2009.

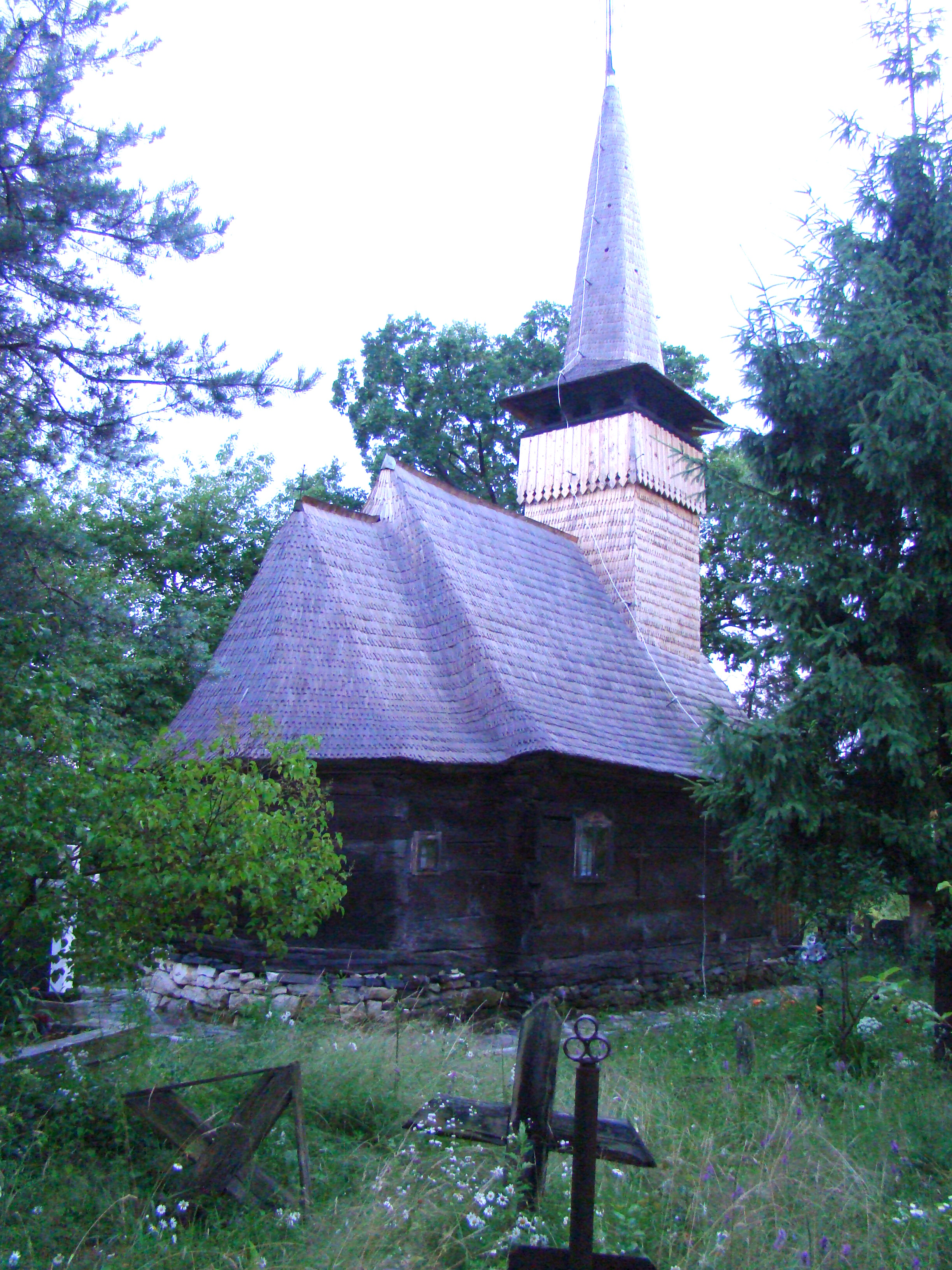
Biserica (nord-est)

Biserica de lemn din Posta-Săpâia, comuna Remetea Chioarului, județul Maramureș datează din anul 1820 . Lăcașul are hramul „Sfinții Arhangheli Mihail și Gavriil” și figurează pe lista monumentelor istorice, cod LMI MM-II-m-B-04813.

## Imagini

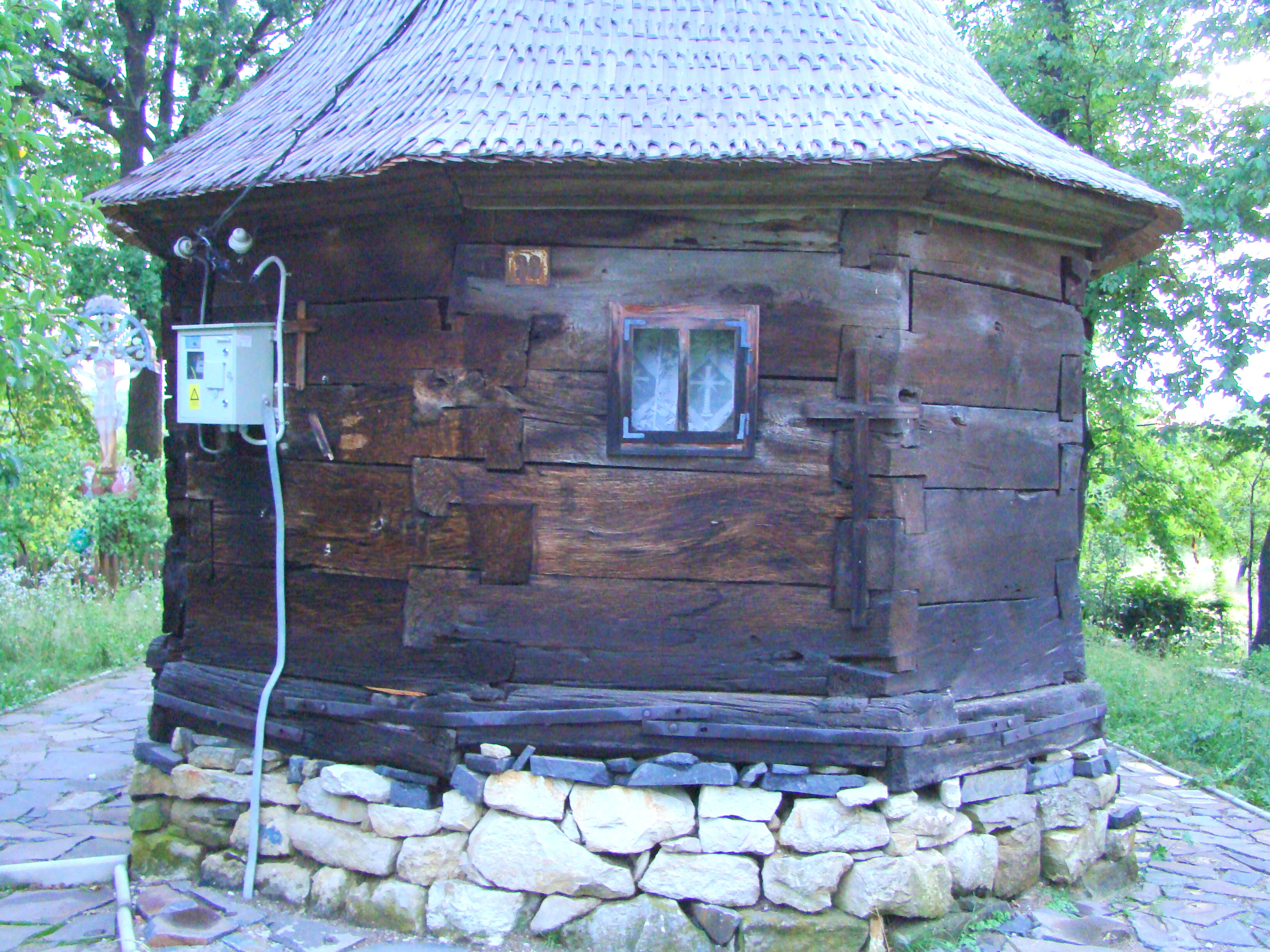
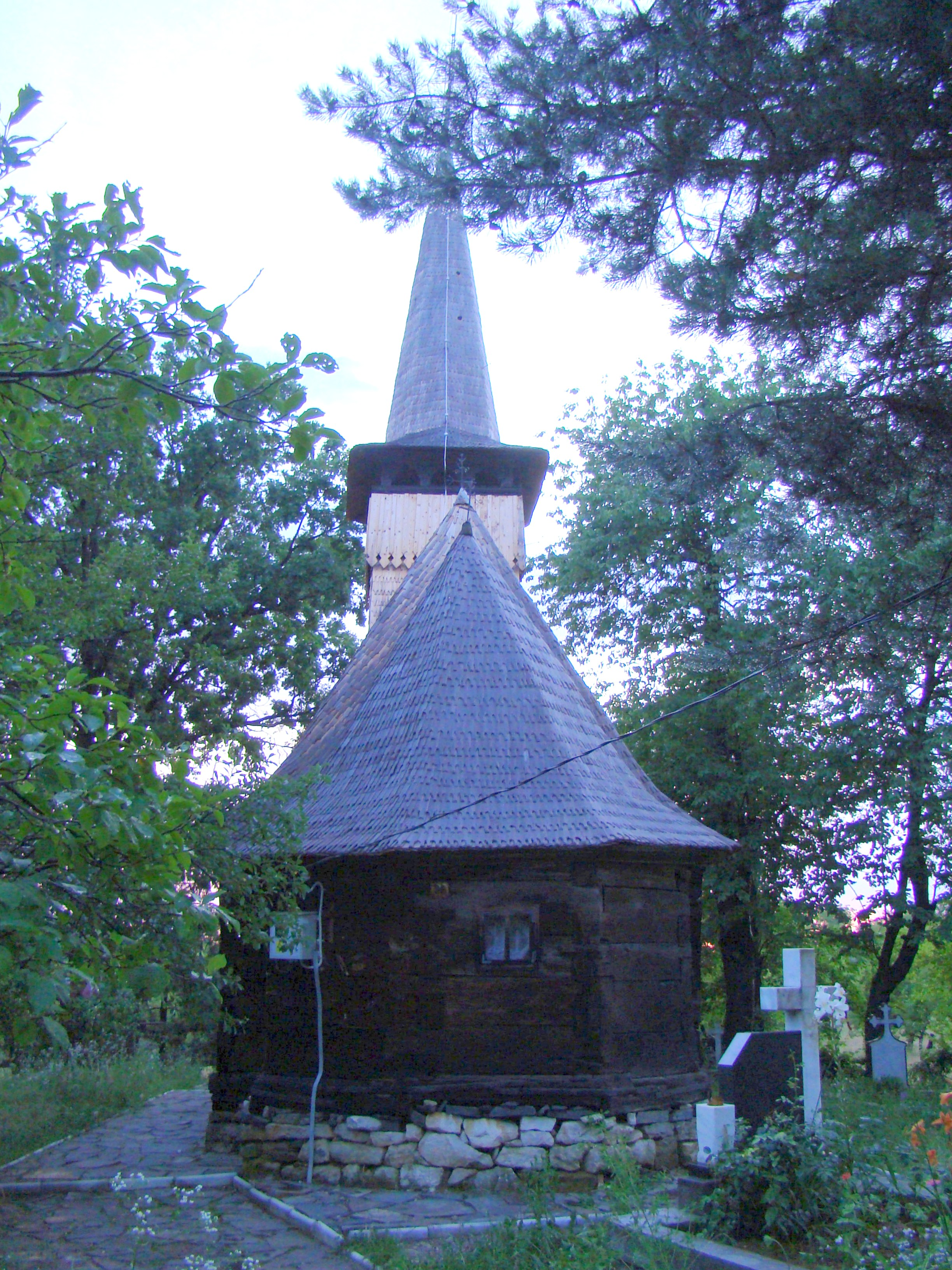
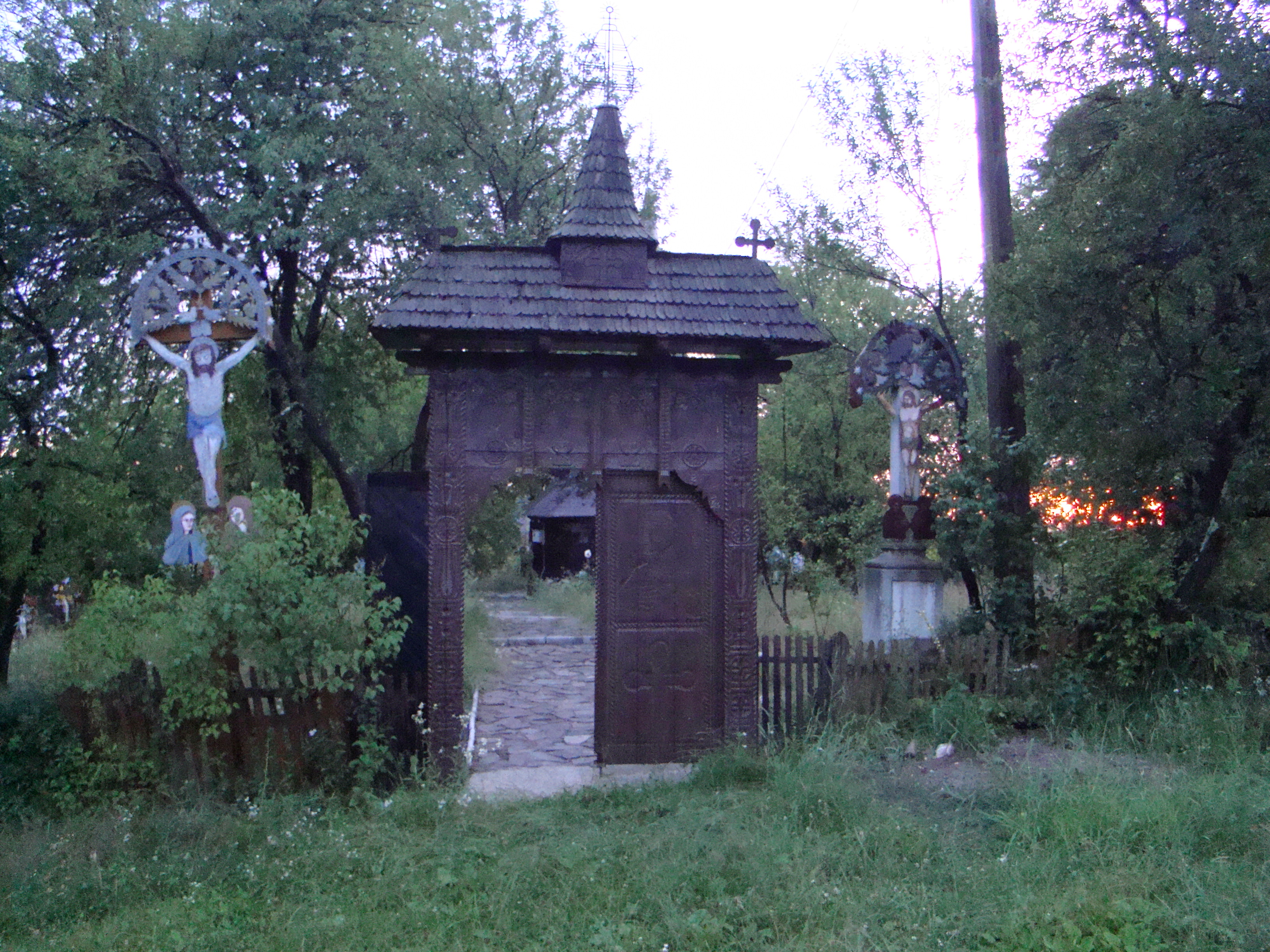
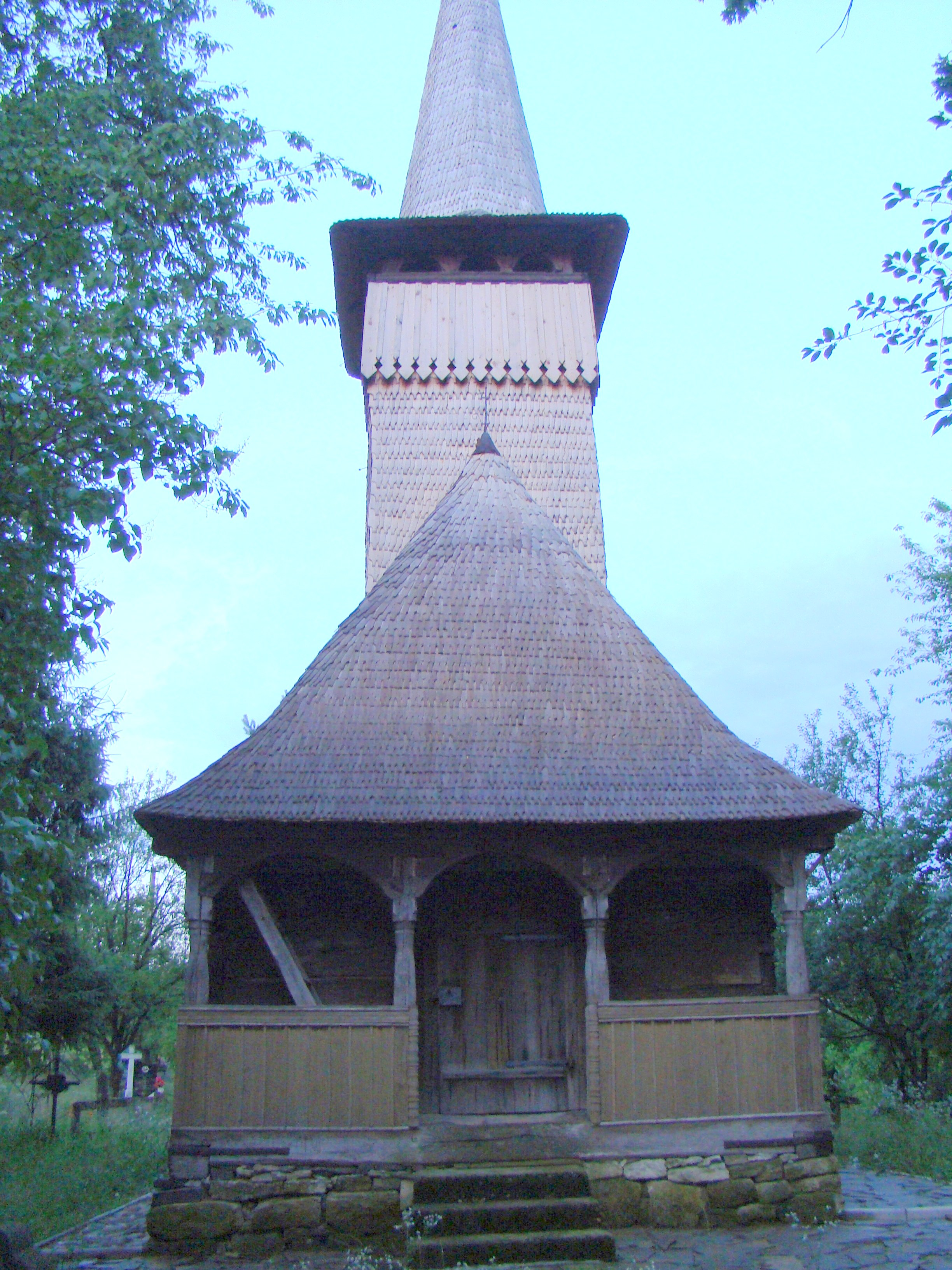
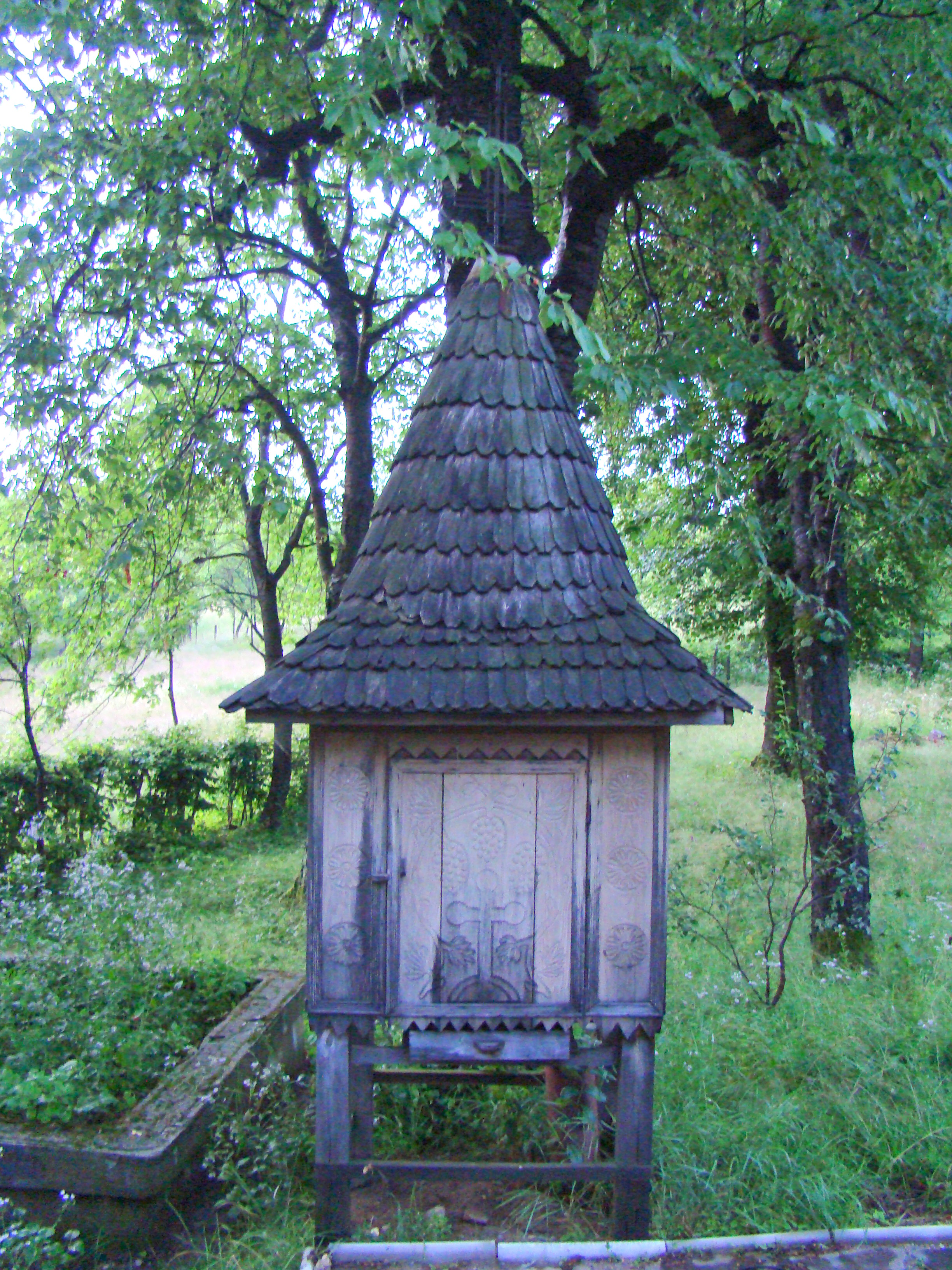
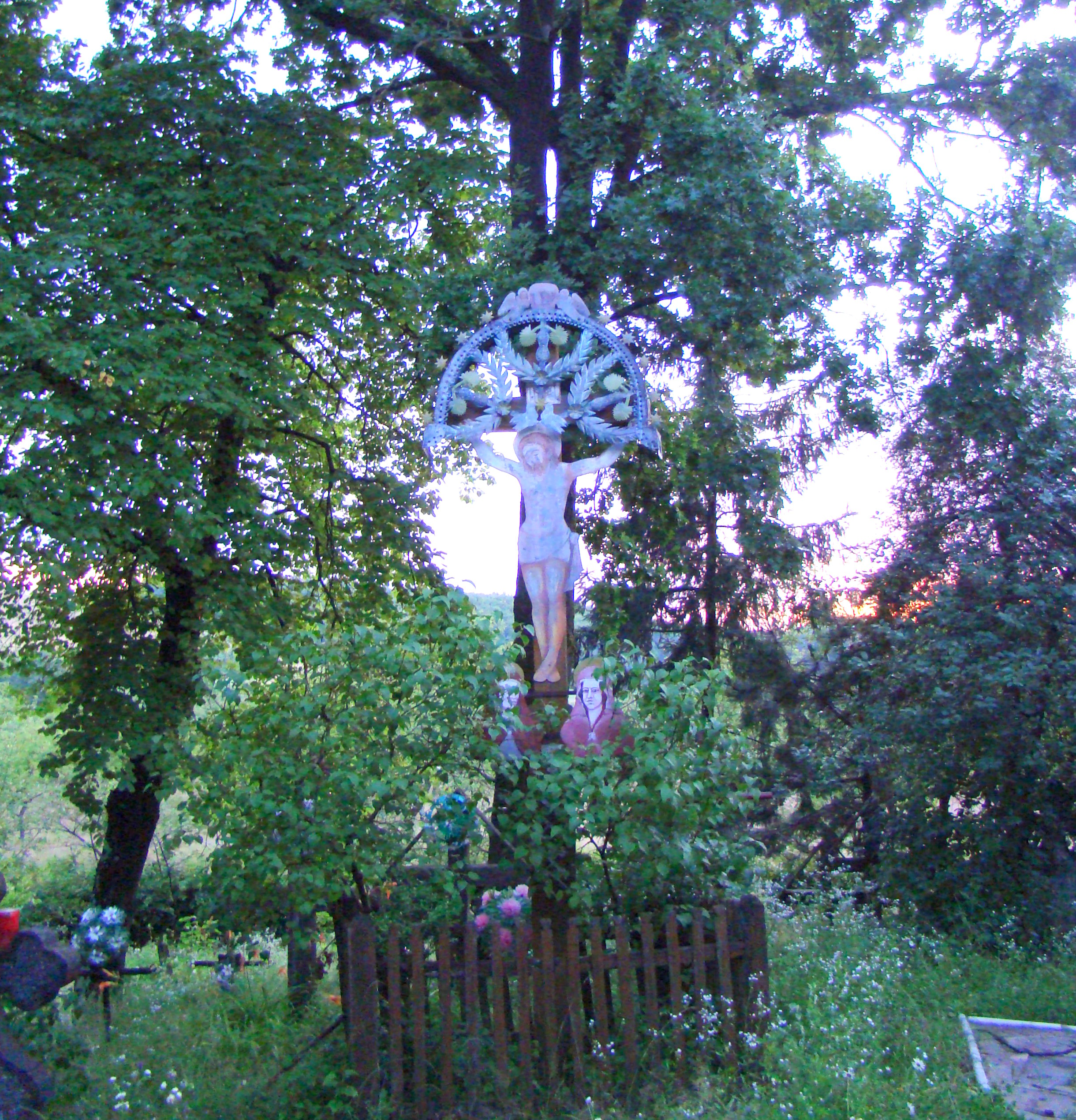
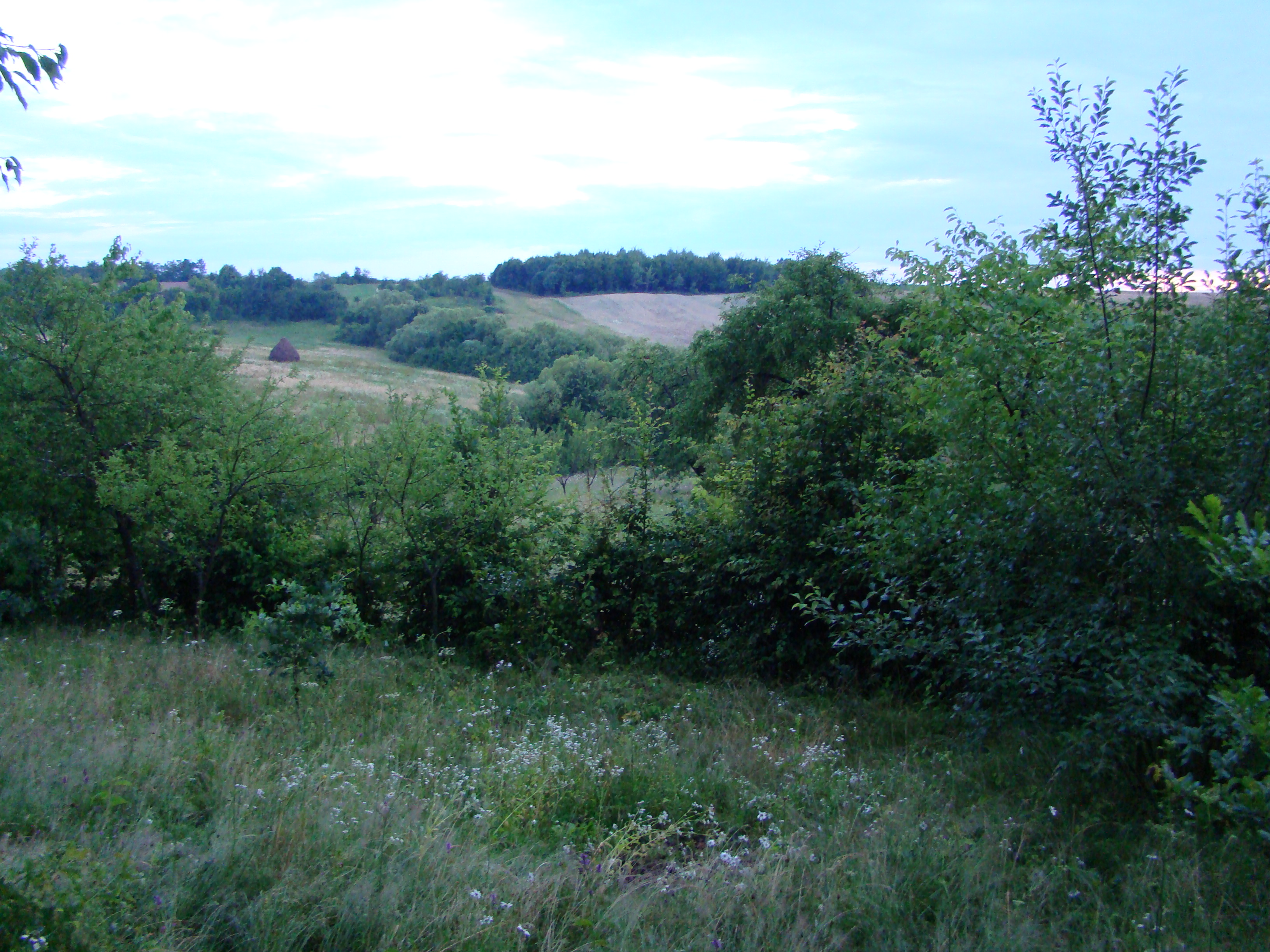
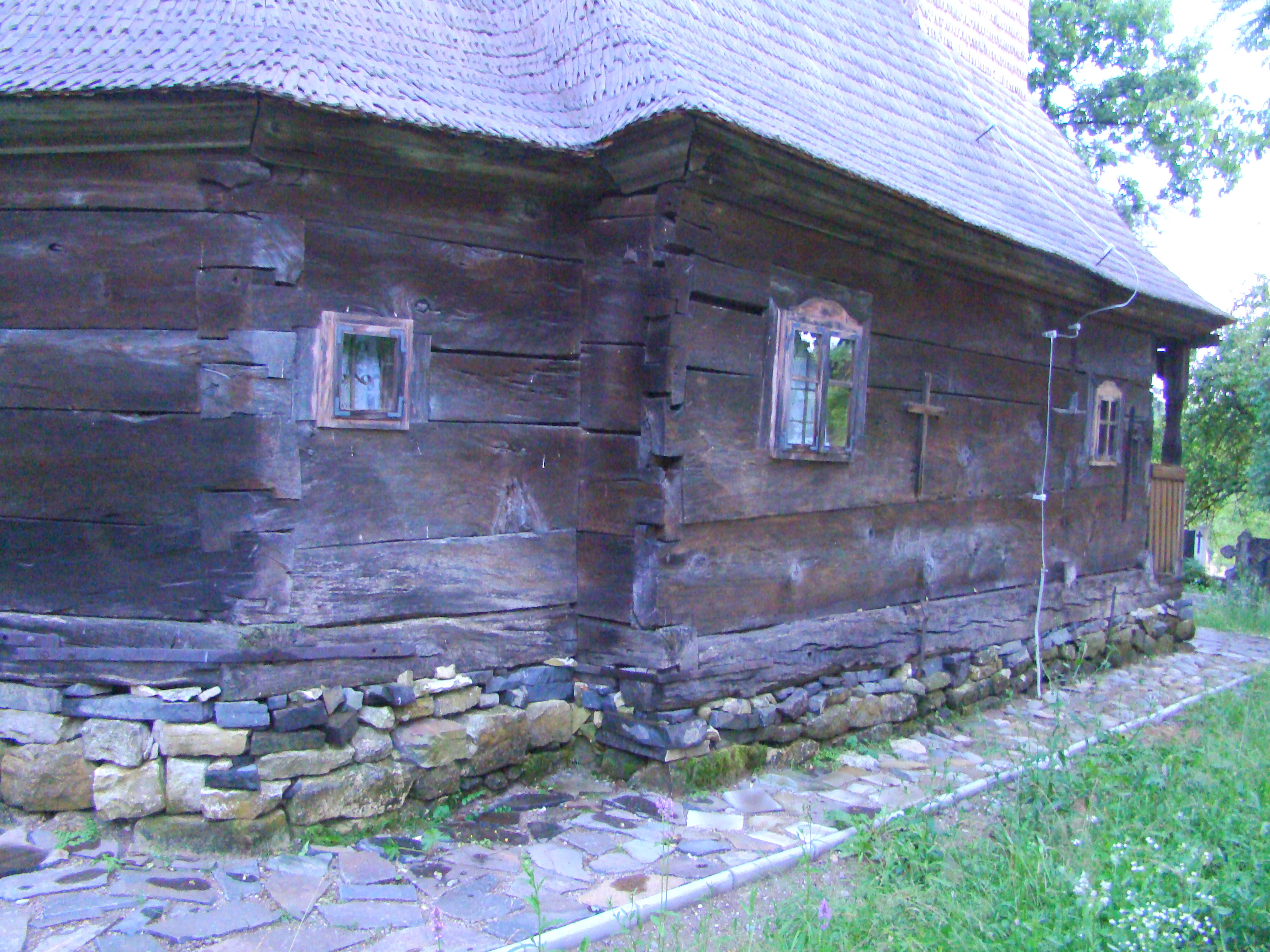
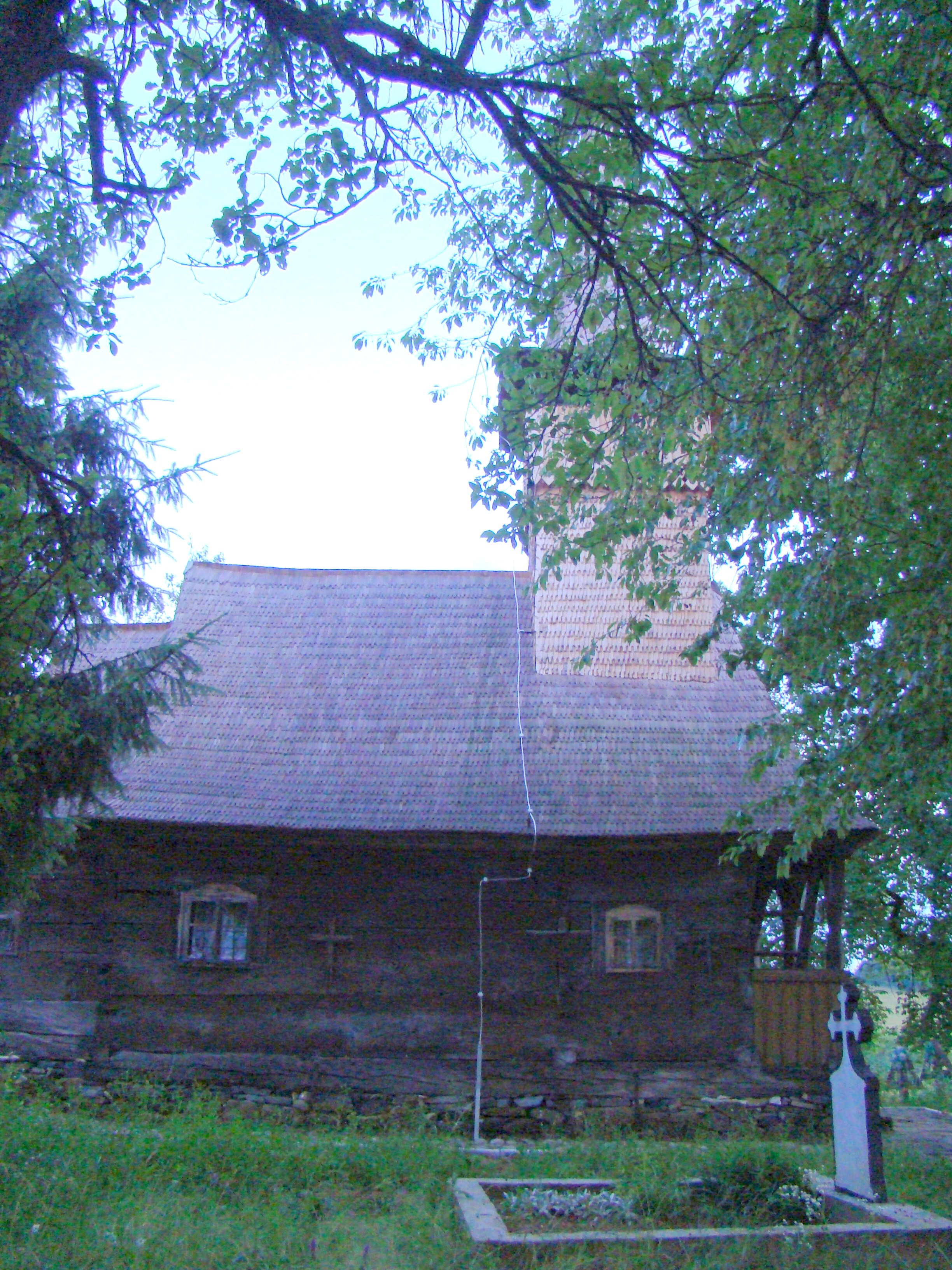
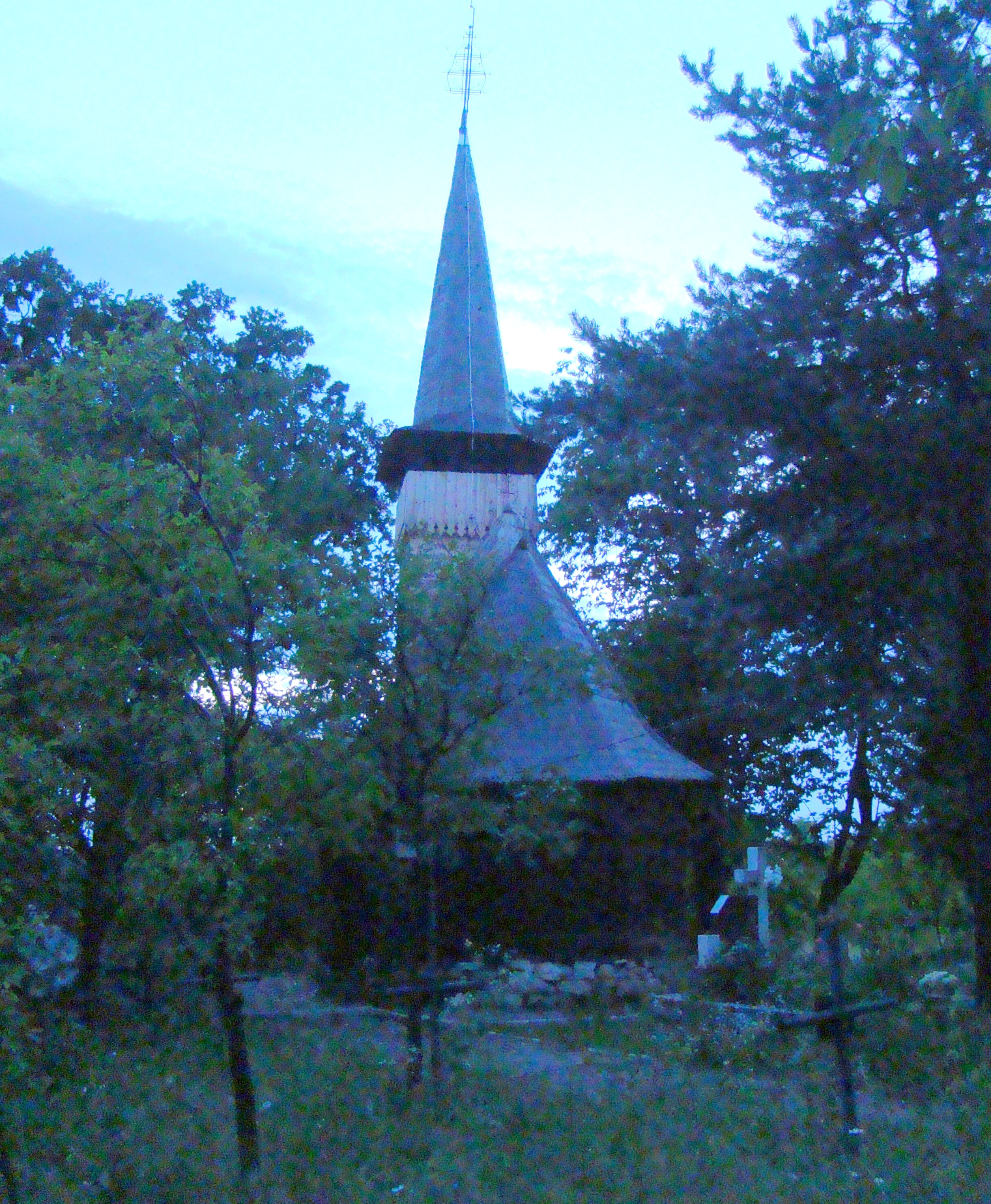
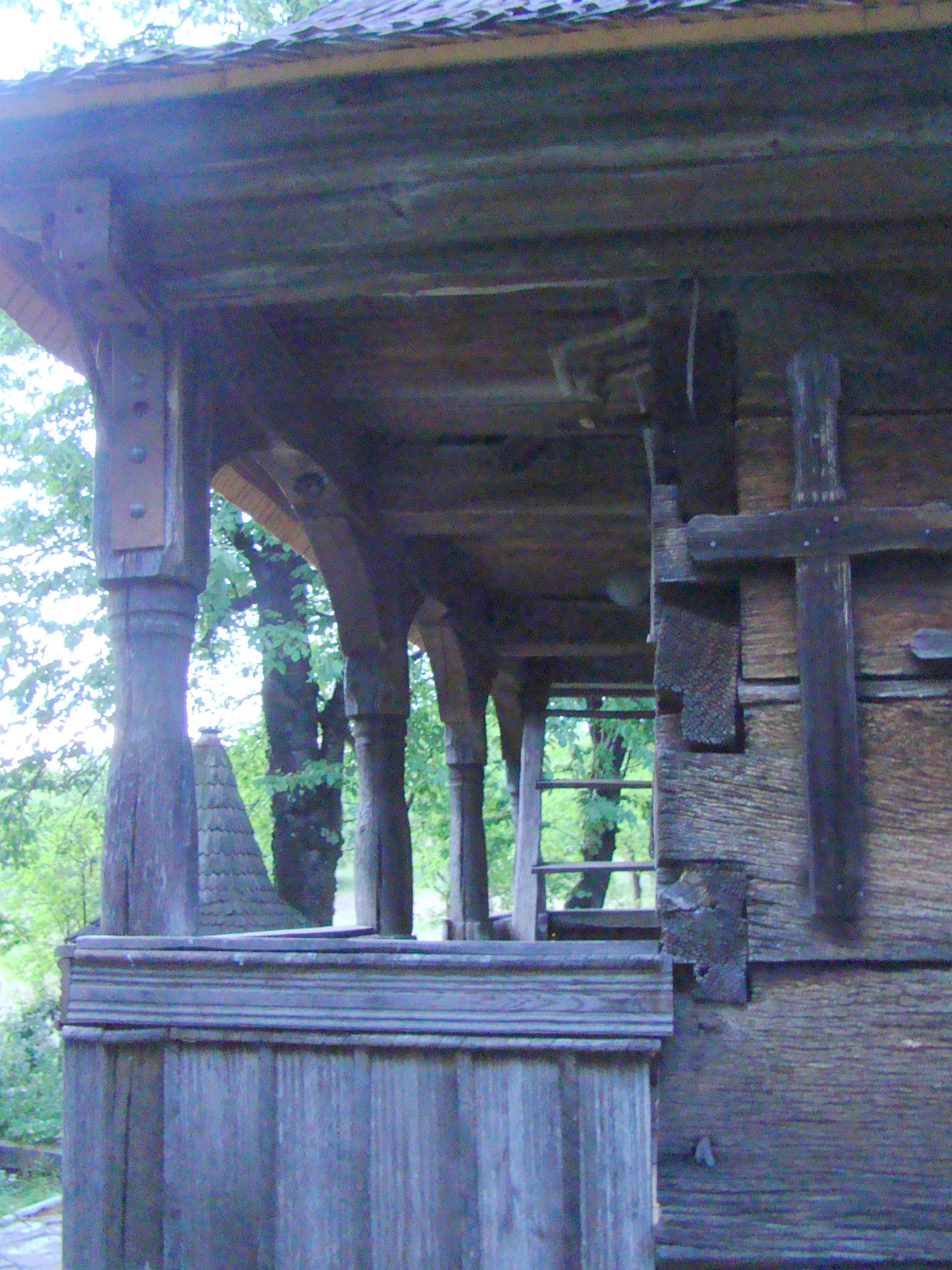
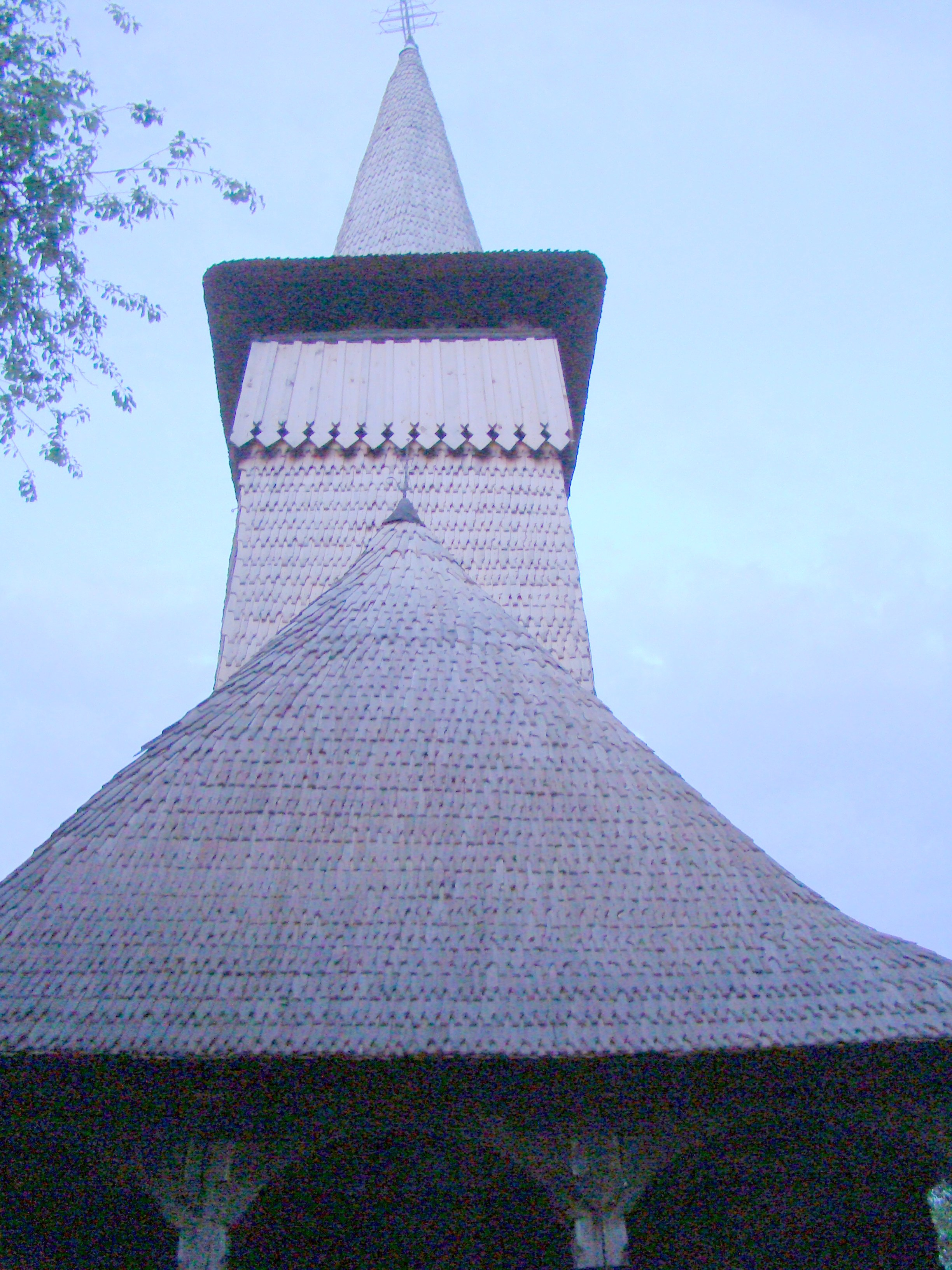
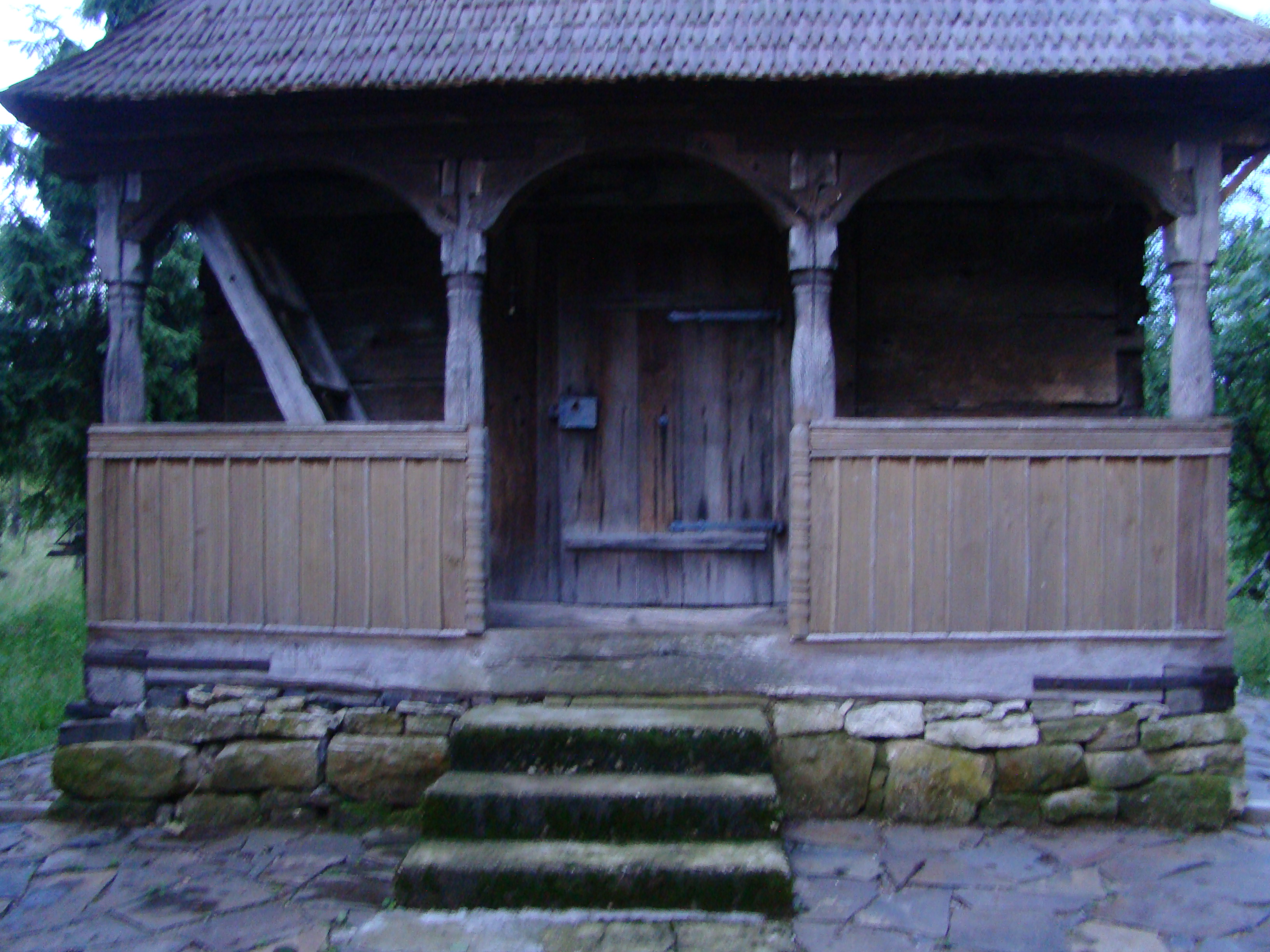
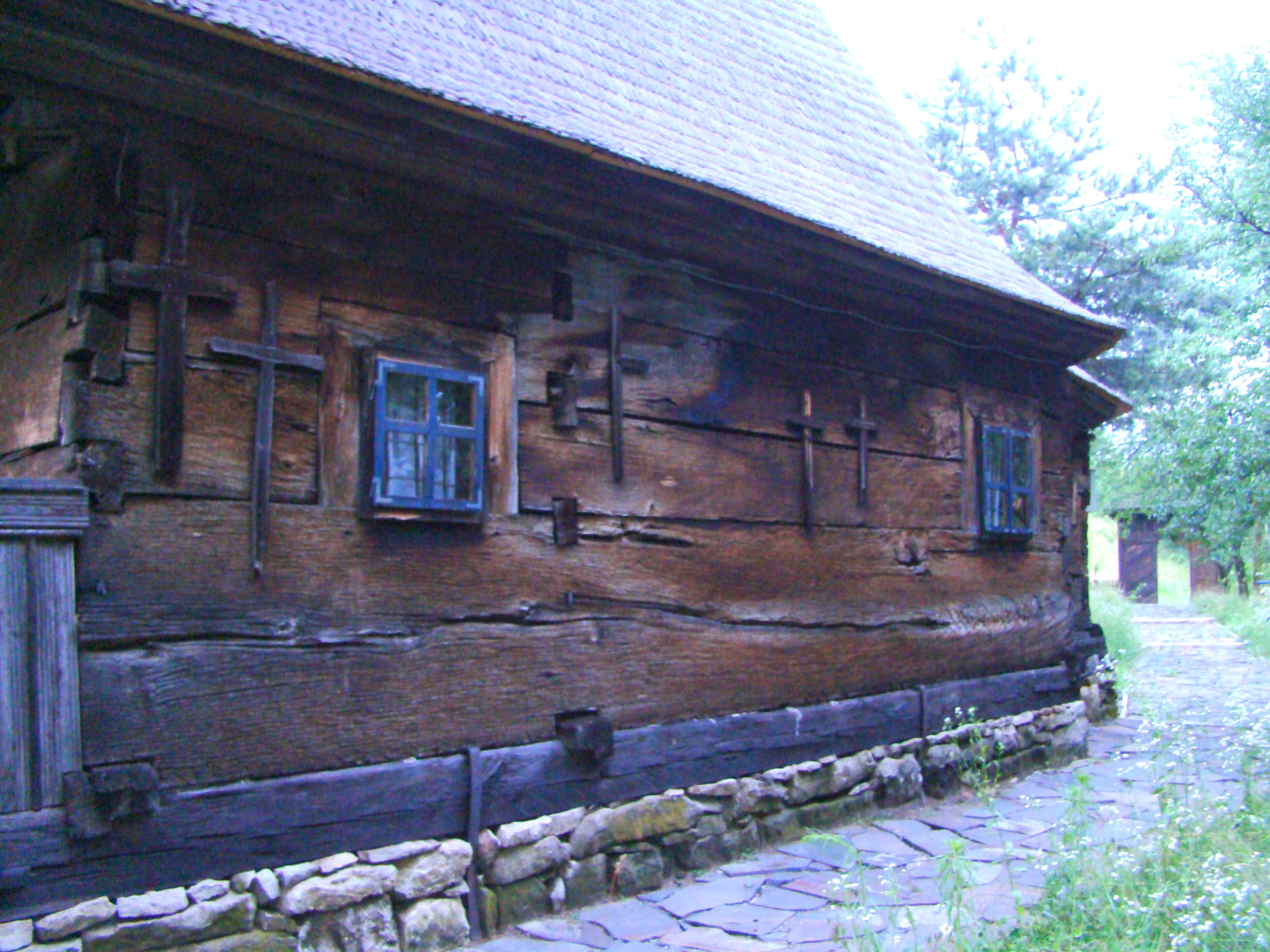
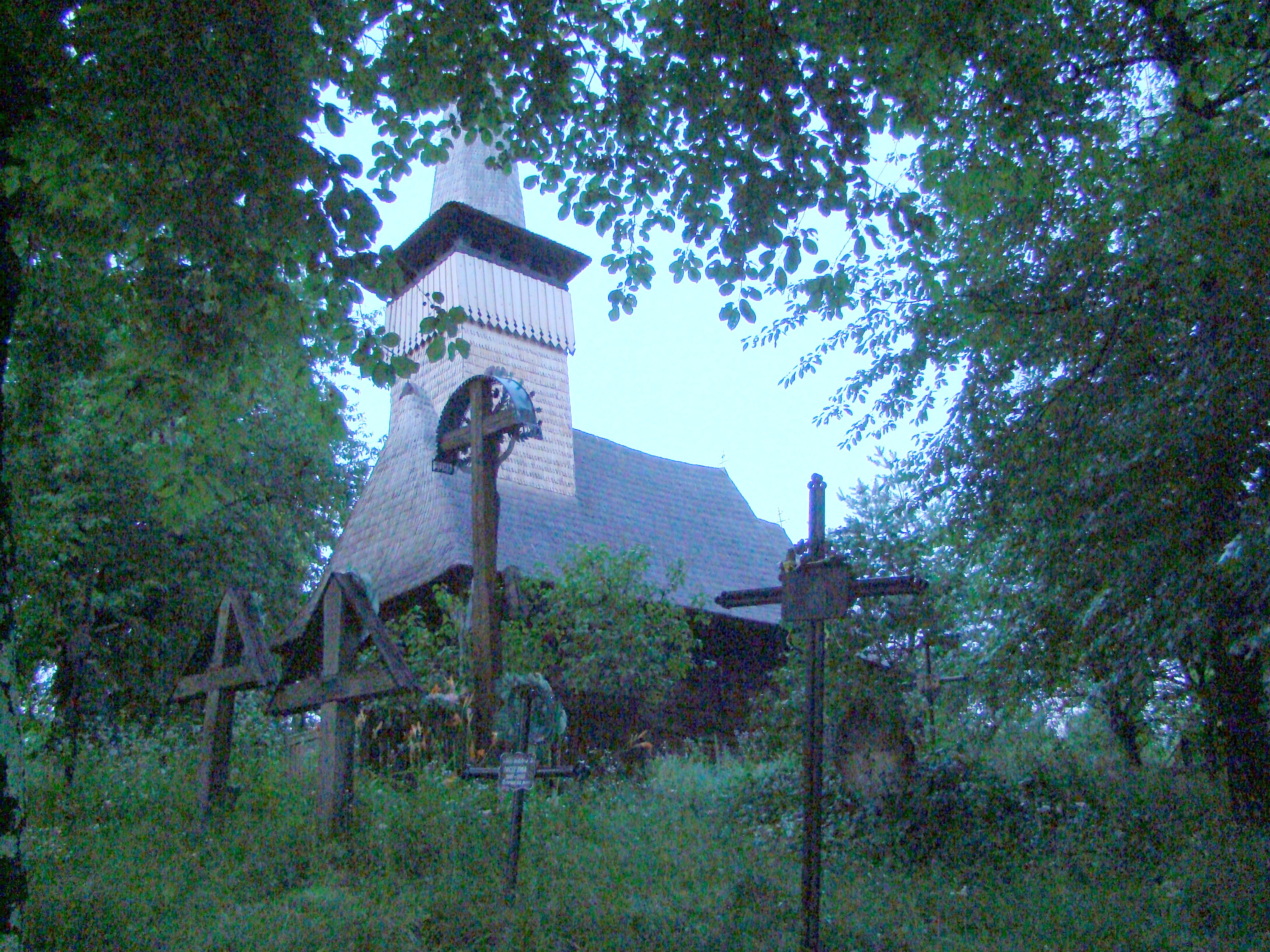